# Henri Mathey
Pour les articles homonymes, voir Mathey.
Henri Mathey, né Henri-Jean-Marie-Paul Mathey, le 15 juin 1919 à Besançon, décédé le 10 octobre 2010 dans la même ville) est un pilote de chasse français des Forces aériennes françaises libres du Général De Gaulle (FAFL) et un héros de la Seconde Guerre mondiale.

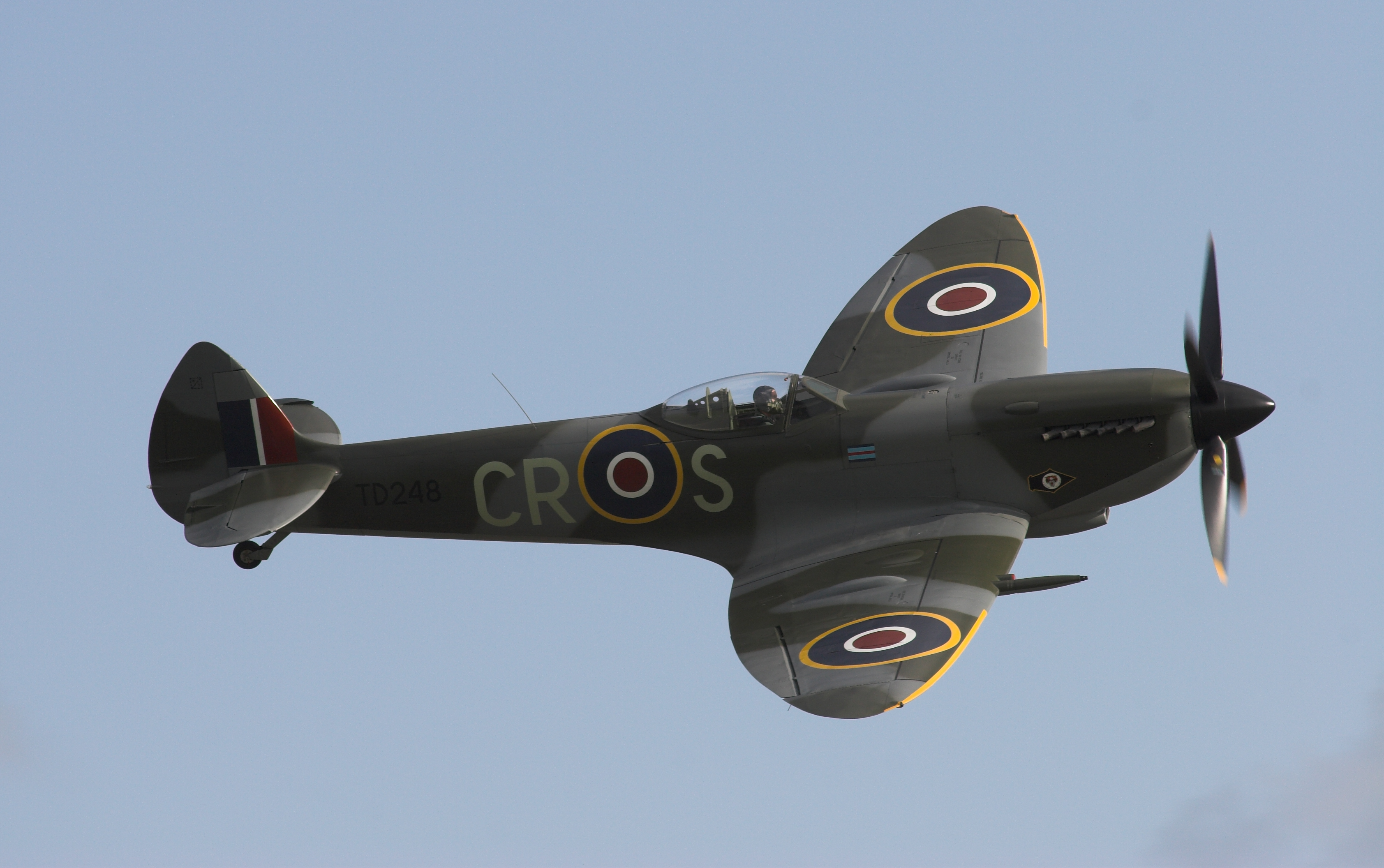
Supermarine Spitfire de la Royal Air Force britannique durant la Seconde Guerre mondiale.

## Biographie
Âgé de 20 ans lors de l'Armistice du 22 juin 1940, à la suite de l'Appel du 18 Juin, Henri abandonne son école supérieure de commerce de Dijon pour rejoindre en 6 mois les Forces aériennes françaises libres du Général de Gaulle à Londres en Angleterre via les Pyrénées, l'Espagne, Lisbonne au Portugal et Greenock en Écosse. 
Henri est affecté le 7 mai 1943 à l'escadrille « Alsace 341 Squadron » de la Royal Air Force après un long apprentissage du pilotage et de l'anglais. Il sera sous les ordres du commandant Mouchotte.
Plein d'entrain et d'energie et aussi d'originalité, il porte toujours des chaussettes jaunes pour rappeler qu'il était un civil embarqué dans cette aventure militaire ! Le 6 juin 1944, l'aspirant Mathey participe au jour J de la Bataille de Normandie en survolant avec succès dès 7 h du matin les plages du débarquement ("souvenir magnifique" écrit-il) pour couvrir les troupes alliées et en atterrissant sur la piste provisoire B2 à Bazenville dès le 13 juin 1944. Le 30 septembre 1944, il est blessé par les tirs alliés sur les lignes allemandes et son Supermarine Spitfire est abattu pendant l'opération aéroportée d'Arnhem (dont il sera tiré le film Un pont trop loin de Richard Attenborough en 1977). Il est fait prisonnier et hospitalisé à Clèves. 
Il est interné au camp de Breslau en compagnie de plusieurs milliers d'officiers de la RAF (camp rendu célèbre par le film La Grande Évasion de John Sturges en 1963, où 76 officiers anglais, canadiens, néo-zélandais, australiens, polonais, français et belges s'évadent en creusant un tunnel de plus de 100 mètres de longueur. 73 son repris en Allemagne, 50 fusillés sur ordre d'Hitler, 23 réincarcérés et 3 seulement réussirent à rentrer en Angleterre). Henry s'évade (voir le récit fait par Pierre Closterman, un de ses camarades, de ses différentes évasions et surtout de son caractère impétueux, courageux et original ou bien ici) durant un transfert des prisonniers du camp et le lieutenant Mathey est sauvé par sa rencontre d'une unité avancée américaine après 10 jours de traversée à pieds dans une Allemagne en pleine débâcle et quatre ans d'absence.
Henri Mathey a fait don d'un certain nombre de témoignages matériels et de documents au Musée de la Résistance et de la Déportation de la Ville de Besançon. Il décède dans sa ville natale le 10 octobre 2010, à l'âge de 91 ans.

## Décorations et mémoire
- Chevalier de la Légion d'honneur  Décret du 22 juillet 1946[5]
- Le lieutenant Mathey est sûrement titulaire d'autres décorations au regard de son parcours exemplaire : votre aide est la bienvenue. Merci d'avance.